# Жан-Клод Даруї
Жан-Клод Даруї (фр. Jean-Claude Darouy, 30 серпня 1944 — 8 серпня 2006) — французький академічний веслувальник.
Срібний призер Олімпійських Ігор 1964 року в складі розпашної двійки зі стерновим.